# Bedirkala
Bedirkala (azerbajdzjanska: Bədişqala) är en ort i Azerbajdzjan.   Den ligger i distriktet Qusar Rayonu, i den nordöstra delen av landet, 170 kilometer nordväst om huvudstaden Baku. Bedirkala ligger 504 meter över havet och antalet invånare är 723.
Terrängen runt Bedirkala är platt åt nordost, men åt sydväst är den kuperad. Runt Bedirkala är det ganska glesbefolkat, med 48 invånare per kvadratkilometer.. Närmaste större samhälle är Quba, 13,0 kilometer söder om Bedirkala.
Trakten runt Bedirkala består till största delen av jordbruksmark.